# Pierre Bouchand
Pierre Louis Bouchand, né le 15 avril 1848 à Lyon et mort en janvier 1876 vers In-Câlah, est un missionnaire et explorateur français.

## Biographie
Bouchand dont la famille est originaire de Saint-Georges-en-Couzan fait ses études au petit séminaire de Verrières de 1860 à 1867 avant de suivre des cours de philosophie au séminaire d'Alix (1867) puis au grand séminaire Saint-Irénée de Lyon (1868-1871). Il prête serment à Notre-Dame d'Afrique, à Alger le 1er octobre 1872.
Père blanc, compagnon des pères Alfred Paulmier et Philippe Ménoret dans le Sahara, il est assassiné avec eux vers In-Câlah par leurs guides. 
Jules Verne lui rend hommage dans son roman Mathias Sandorf (partie 5, chapitre IV) où il écrit par erreur « Bouchard ».